# Phaonia kugleri
Phaonia kugleri är en tvåvingeart som beskrevs av Lyneborg 1965. Phaonia kugleri ingår i släktet Phaonia och familjen husflugor.
Artens utbredningsområde är Israel. Inga underarter finns listade i Catalogue of Life.